# Jack Kerouac
Jean Louis Lebris de Kerouac (Lowell, 12. ožujka 1922. – Saint Petersburg, Florida, 21. listopada 1969.), američki romanopisac, pjesnik i ikona pop kulture.

## Životopis
Rodio se u gradiću Lowellu, država Massachusetts. Do 6. godine nije znao ni riječi engleskog jezika. Kada je imao samo 4 godine umro mu je stariji brat Gerard, za kojega je bio jako vezan. Kasnije je vjerovao da ga brat gleda kao anđeo čuvar, posvetivši mu zbirku pjesama "Vizije Gerarda". Poznat je kao "Kralj bitinika" ili "otac hipija". Takve stvari ipak nije volio.
U srednjoj školi bio je odličan sportaš, te je dobio stipendiju za Sveučilište Columbia. No, posvađao se s trenerom i slomio nogu, pa mu je karijera završila. Na Sveučilištu je upoznao Allena Ginsberga i Williama Burroughsa, koji predvode beat generaciju. Kada je imao 24 godine, od raka mu umire otac. Okušao se kao sportski novinar.
Odbacio je vrijednosti 1950-ih godina. Tražio je duhovno oslobođenje, a ta potraga je proizvela njegov najbolji rad, autobiografski roman "Na cesti" (1957.). Svoj treći roman smatrao je svojim najgorim.
Objavio je niz djela, no razočaran njihovim nerazumijevanjem, povukao se u rodni gradić Lowell, mjesto iz kojeg je potekla Bette Davis.
Kasnije se s trećom ženom i majkom svoje djece preselio na Floridu, gdje i umire od ciroze jetre sa samo 47 godina.

## Djela
Roman „Na cesti“ opisuje rastuće prijateljstvo dvojice muškaraca, Sala Paradisea i Deana Moriartyja, i njihova uzastopna putovanja američkim kontinentom. Na dubljoj razini, ovo je priča o pripovjedačevoj potrazi za religijskom istinom i vrijednostima dubljim od onih koje je prihvatila većina Amerike sredinom 20. stoljeća. Po obliku i temi, „Na cesti“ je bila potpuno drugačija od formalne fikcije koja je dominirala tim vremenom i zbog toga je ismijavana od Kerouacovih suvremenika u književnoj ustanovi, koji su je smatrali "ludom parodijom mobilnosti automobilske Amerike". „Na cesti“ se obraća mnogim čitateljima, međutim, izražavajući njihovo neartikulirano nezadovoljstvo represivnom klimom Sjedinjenih Država nakon Drugog svjetskog rata.
Roman "Podzemlje" napisao je kao odgovor na svoj prekid sa ženom koju je u knjizi nazvao "Mardou Fox". Na dan kada je Kerouac shvatio da je njihova afera gotova, progutao je malo benzedrina, ubacio rolu papira Teletype u svoj pisaći stroj i za tri dana proizveo ono što se smatra jednim od njegovih najboljih romana. Kerouac je okarakterizirao taj trud Berriganu kao “stvarno fantastičan atletski podvig, kao i mentalni. ... Nakon što sam završio... bio sam blijed kao plahta i izgubio sam petnaest kilograma i izgledao sam čudno u ogledalu.”  